# Kolumba Marmion
Kolumba Marmion, również Kolumban Józef Marmion, właśc. Joseph Aloysius Marmion (ur. 1 kwietnia 1858 r. w Dublinie, zm. 30 stycznia 1923 r. w opactwie Maredsous) – irlandzki mnich benedyktyński (OSB) i pisarz, opat, założyciel klasztoru Mont-César w Lowanium, błogosławiony Kościoła rzymskokatolickiego.

## Życiorys
Jego matką była Francuzka Herminie Cordier, ojcem Irlandczyk William Marmion. Kolumba urodził się jako siódmy z dziewięciorga dzieci i otrzymał imiona Józef Alojzy. Trzy siostry zostały zakonnicami.
Edukację rozpoczyna w 1868 roku w szkole prowadzonej przez augustianów. Już w roku 1869 przyjęty zostaje do gimnazjum jezuitów, które kończy w wieku 15 lat. W 1874 r.  wstępuje do seminarium. W 1879 r. został wytypowany na dalsze studia do Rzymu. Podczas wakacyjnej wyprawy z trzema innymi rzymskimi kolegami nocuje w klasztorze benedyktynów na Monte Cassino. Tu przeżywa mocne doświadczenie powołania do życia zakonnego.
Ukończył studia teologiczne w Papieskim Kolegium Irlandzkim w Rzymie, a 16 czerwca 1881 r. otrzymał święcenia kapłańskie. Ze względu na stan zdrowia rezygnuje z dalszych studiów (rzymskiego doktoratu) i powraca do Irlandii.
Jeszcze w lipcu 1881 roku odwiedza swojego przyjaciela, młodego księdza Józef Moreau, przebywającego w  klasztorze benedyktyńskim w  Maredsous. Tam przeżywa 'oczarowanie miejscem' i deklaruje swoją kandydaturę tamtejszemu opatowi, jednak musi jeszcze liczyć się ze zdaniem swoich przełożonych, którzy nie wyrażają zgody na jego przenosiny do Belgii.
W połowie września 1881 r. zostaje posłany do miasteczka Dundrum, na południe od Dublina, gdzie podejmuje obowiązki wikarego i gdzie pierwszy raz w życiu spowiadał, głosił kazania, odwiedzał chorych po domach, służył jako kapelan miejscowych sióstr zakonnych, opiekował się chorymi psychicznie, uczył religii, udzielał sakramentów, a także kierował akcją charytatywną. W 1882 r.  przyjmuje propozycję objęcia katedry filozofii w swoim dawnym seminarium duchownym w Clonliffe. Wyjazd do Belgii okazuje się możliwy, pod warunkiem podjęcia rocznej posługi w stołecznym więzieniu dla kobiet.
Latem 1886 wybiera się z duchową pielgrzymką do Szkocji, z celem odwiedzenia grobu św. Kolumby w ruinach słynnego opactwa na wyspie Iona, królewicza irlandzkiego, apostoła Szkocji.
W drodze do Maredsous w połowie listopada 1886 r. zrywa na zawsze z nałogiem palenia tytoniu.
W 1886 r. rozpoczął nowicjat w benedyktyńskim opactwie Maredsous w Belgii, tam w 1888 został mnichem, przyjmując imię Kolumba na cześć najbardziej znanego irlandzkiego świętego tego imienia.
W lutym 1889 r.  wykrył na nowicjackim korytarzu zaczynający się właśnie pożar (..) więc klasztorny kronikarz pisze z entuzjazmem, że brat Kolumba stał się narzędziem wręcz cudownej interwencji Bożej.
W czerwcu 1895 r. bierze udział w uroczystościach stulecia kolegium św. Patryka w Maynooth w Irlandii
13 kwietnia 1899 r. udał się do Lowanium, aby z grupą mnichów założyć nowy klasztor. 28 września 1909 r.  został mianowany opatem w Maredsous, a 3 października tegoż roku przyjął błogosławieństwo.
Był cenionym kaznodzieją, jednakże zbiory jego nauk wydali uczniowie. Lubiano go za pogodę ducha i poczucie humoru. W trudnej sytuacji podczas I wojny światowej jako poddany brytyjski, irlandzki opat belgijskiego klasztoru pod okupacją niemiecką, dołożył wszelkich starań aby zabezpieczyć egzystencję mnichów. Przemieszczając się nielegalnie między Europą a Irlandią, przeprowadzał nawet belgijskich zakonników do swojej ojczyzny.
Zmarł w opinii świętości w czasie panującej epidemii grypy.
Nad jego grobem, za jego wstawiennictwem, została uzdrowiona Patricia Bitzen mająca nowotwór.
Kolumba Marmion został beatyfikowany przez papieża Jana Pawła II w dniu 3 września 2000 r.
Jego wspomnienie liturgiczne obchodzone jest w Kościele katolickim tradycyjnie w dzienną pamiątkę śmierci (za Martyrologium Rzymskim). Benedyktyni wspominają błogosławionego 3 października.